# Skyscraper
«Skyscraper» —en español, «Rascacielos»— es una canción interpretada por Demi Lovato, incluida en su tercer álbum de estudio, Unbroken, de 2011. La compusieron Kerli Kõiv, Lindy Robbins y Toby Gad, mientras que este último también la produjo. El programa de radio de Ryan Seacrest la estrenó en la mañana del 12 de julio de 2011, mientras que la compañía discográfica Hollywood Records la lanzó para su descarga digital el mismo día como el primer sencillo del disco. Según AOL Music, «Skyscraper» es el regreso de Lovato a su carrera musical, tras salir de rehabilitación. Musicalmente, es una balada pop, que habla sobre permanecer fuerte y creer en sí mismo y que representa los problemas que tuvo.
«Skyscraper» recibió reseñas positivas por parte de los críticos, ya que la mayoría de ellos alabaron la voz de Lovato y su letra de inspiración; también recibió elogios de algunos artistas por medio de Twitter. Por otro lado, obtuvo una recepción comercial mediana. Debutó en el décimo puesto del conteo estadounidense Billboard Hot 100, ya que vendió 176 000 descargas digitales en su primera semana. Es, junto a «Heart Attack» (2013), el tercer sencillo mejor posicionado en dicho conteo, estando detrás de «Sorry Not Sorry» (2017) y «This Is Me» (2008). También llegó a las posiciones número 2, 27 y 33 de las listas Digital Songs, Adult Pop Songs y Pop Songs, respectivamente. Internacionalmente, alcanzó el top 20 en Canadá, Dinamarca, Escocia, Irlanda, Nueva Zelanda y el Reino Unido. Además, fue reproducida junto con «For the Love of a Daughter» en un especial sobre artistas jóvenes por la radio BBC.
El 8 de julio de 2011, Lovato publicó un avance de su vídeo musical, dirigido por Mark Pellington, en su cuenta oficial de YouTube. El 13 del mismo mes, se estrenó completamente en E! News y al día siguiente, en su canal VEVO en YouTube. Su filmación se realizó en el desierto de Bonneville Salt Flats —ubicado al noroeste de Utah— y representa los problemas personales que venía aconteciendo la artista en los últimos años, tales como la bulimia y autolesión. En la entrega de los MTV Video Music Awards de 2012, recibió el premio al mejor vídeo con un mensaje, en la que superó a artistas como Lil Wayne, Kelly Clarkson, entre otros.

## Escritura e inspiración

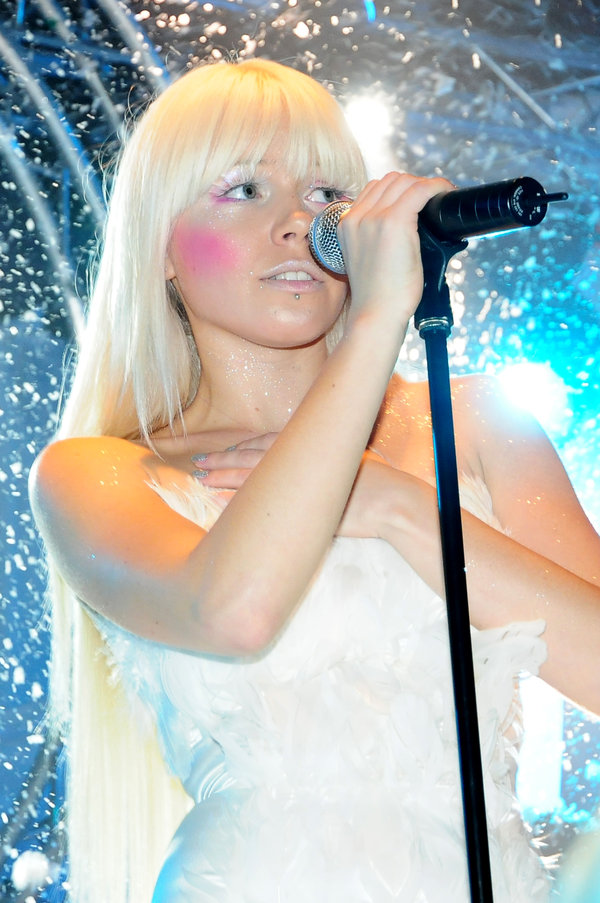
Kerli, coescritora de «Skyscraper».

Kerli, Toby Gad y Lindy Robins compusieron «Skyscraper». La primera de estos dijo en una entrevista con la página web PopCrush que la escribieron después de ver una imagen del Apocalipsis. Asimismo, añadió que: 

«Éramos Toby Gad, Lindy Robbins y yo. Estábamos en el estudio y Lindy entró y dijo: "Deberíamos escribir una canción llamada 'Skyscraper'". Entonces busqué en Google "skyscraper" porque siempre busco imágenes para escribir después. Encontramos esa imagen donde fue el Apocalipsis... El mundo había terminado y allí estaba este único rascacielos que aún estaba en pie. Estuve como "Guau. Necesitamos escribir después [de ver] esta imagen". En la misma imagen, el sol estaba saliendo por primera vez y estaba lloviendo. [Estábamos] totalmente atontados, encendimos candelas y la escribimos después [de ver] la imagen».

 También comentó que no tuvo problemas para entregarle la canción a Demi, ya que explicó que: «Honestamente, [Lovato] la canta mucho mejor y su historia es tan fuerte y tan inspiradora para muchos jóvenes. No creo haber podido ofrecer esa canción mejor que como ella lo hace- con el mensaje y todo, [es] realmente poderosa». Además, en una entrevista con la redactora Cosmo Girl de la revista Seventeen, reveló que el tema es también personal para ella: «Yo vengo de un lugar muy pequeño en el este de Europa, así que mi vida entera es una gran pelea para vivir mi sueño contra viento y marea. Pero creo que es difícil ser un ser humano en general [...] todos tenemos nuestras propias luchas y cosas que superar». Cuando le preguntaron que reacción esperaba de las jóvenes al escuchar la letra, respondió que: «Creo que la letra dice ¡ya!. Puedes llegar a lo más bajo, enfrentarse a la más oscura noche, pero siempre volverás a subir y encontrar una luz».
Kerli grabó un demo antes de que Toby Gad se la ofreciera a Lovato. Por otro lado, Lindy Robbins confesó a la página web Songwriter Universe que el trío compuso el tema hacía cuatro años para el disco de Kerli, pero que entonces esta abandonó su disquera y no se incluyó. Asimismo, afirmó que Jordin Sparks grabó la canción pero que nunca la arregló. Debido a esto, comentó que la pista estuvo guardada hasta que se la entregaron a Lovato. Demi comentó a Vh1 que «La grabé hace un año y [...] estaba emocionalmente unida y relacionada con ella, como otras personas, y como mis fanáticos». Además, explicó que el resto de Unbroken es «más ligero y divertido», por esta razón, decidió lanzar a «Skyscraper» como el primer sencillo, ya que lo que esperaba era mostrar «algo muy inspirador» que represente el momento difícil que sucedió.

## Composición

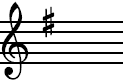
La canción está compuesta en la tonalidad sol mayor.

«Skyscraper» es una balada pop. La escribieron Kerli Kõiv, Lindy Robbins y Toby Gad, mientras que este último la produjo. De acuerdo con una partitura publicada en el sitio web Musicnotes por EMI Music Publishing, el tema tiene un tempo de 104 pulsaciones por minuto y está compuesto en la tonalidad de sol mayor. El registro vocal de Lovato se extiende desde la nota sol♯3 hasta la sol♯5.  La pista comienza con una tonada de piano mientras suenan las líneas: «Skies are crying, I am watching catching teardrops in my hands, only silence, as it's ending, like we never had a chance» —en español: «[Los] cielos lloran, estoy viendo atrapando lágrimas en mis manos, solamente silencio, como si se hubiese acabado, como si nunca tuvimos una oportunidad»—. El estribillo empieza cuando interpreta: «You can take everything I have, you can break everything I am, like I'm made of glass, like I'm made of paper, go on and try and tear me down, I will be rising from the ground like a skyscraper.» —en español: «Puedes tomar todo lo que tengo, puedes romper todo lo que soy, como si estuviera hecha de cristal, como si estuviera hecha de papel, sigue e intenta derribarme, me levantaré del suelo como un rascacielos»—.
En cuanto a su letra, trata de permanecer fuerte y creer en sí mismo. De acuerdo con Lovato, la letra de la canción simboliza su jornada personal desde donde fue «la feliz persona saludable que es ahora». También refleja las dificultades que le ocurrieron en el año 2010 y la superación de los obstáculos que enfrentó. Además, comentó que con el tema, espera que la gente «sea capaz de relacionarse con ella y que son capaces de levantarse y superar cualquier obstáculo sin importar las circunstancias y brillar como un rascacielos».

## Grabación
Inicialmente, Lovato grabó «Skyscraper» en Studio City de Los Ángeles en 2010. Durante la grabación, ella se «partió en dos y cayó en dolor», lo que hizo que fuera más emotiva y llena de lágrimas, pues ella nunca había grabado un tema con tanta emoción. La intérprete sintió que la canción era un «grito de ayuda», y afirmó que lloró en el estudio. En ese entonces, nunca contó acerca de sus depresiones y problemas personales. En noviembre de 2010, entró en un centro de rehabilitación para tratar sus problemas físicos y emocionales. Después de terminar su tratamiento en enero de 2011, volvió a grabar la pista, pero decidió conservar la original porque sintió que su voz cambió. Por esto, comentó que «Había algo en ese primer intento, esa primera ejecución a través de la canción fue mágica. Fue mucha emoción, y a este día, aún es especial para mí». Además, nombró a la primera grabación «simbólica» y dijo que «proporciona un mensaje».
Kerli elogió la canción, y afirmó que «realmente transmite la emoción». También dijo que: «siempre digo que las canciones son mensajes y los artistas son mensajeros, y [en ese momento] no hay mejor mensajero para esta canción que Demi. Su coraje de salir y contarle al mundo entero acerca de todo lo que pasó en 2010, está más allá de la inspiración». La cantante Jordin Sparks colaboró en los coros, los que se conservaron ya que, según Lovato, «aportan mucho al sencillo».

## Lanzamiento

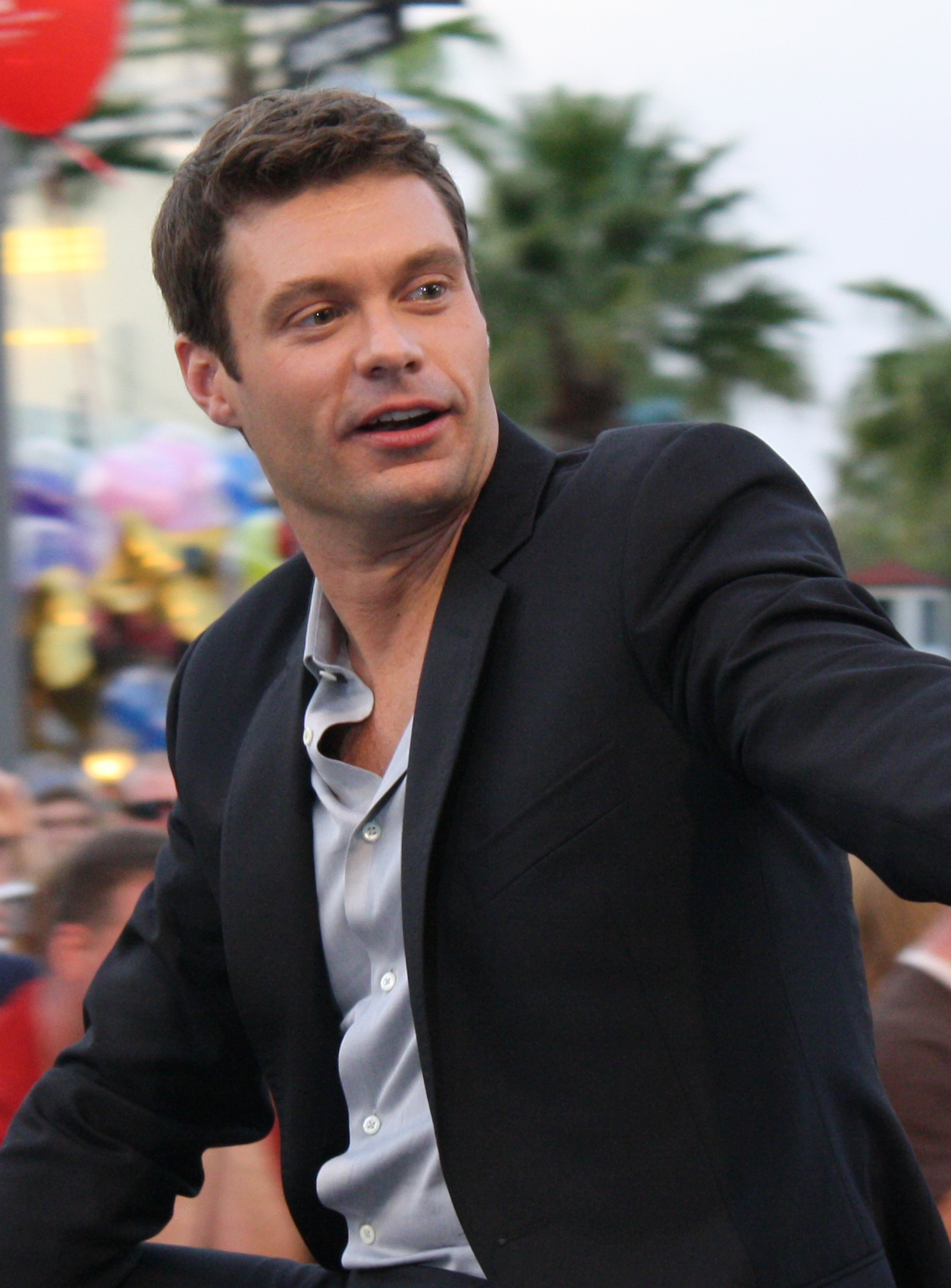
El tema se estrenó por primera vez en la mañana del 12 de julio de 2011 en el programa radial On Air with Ryan Seacrest

La intérprete reveló la portada y fecha de lanzamiento de «Skyscraper» a través de su cuenta de Twitter el 5 de julio de 2011 y, tras su anuncio, se convirtió en un trending topic en el sitio. El programa de radio de Ryan Seacrest la estrenó en la mañana del 12 de julio de 2011 y contó con una entrevista a Lovato, donde esta última afirmó que:

«[Skyscraper] es acerca de superar esos problemas. Que esto va a estar bien. No importa cuan difícil es tu parte más profunda, puedes superarlo y puedes regresar».

En ese mismo día, Hollywood Records la publicó digitalmente en iTunes en los Estados Unidos, aunque originalmente estaba planeada ser lanzada el 14 de julio del mismo año. Alcanzó el top diez en la lista de iTunes en una hora, mientras que escaló hasta la primera posición en la tarde. Por otro lado, la disquera la lanzó en las radios estadounidenses el 26 de julio. Lovato grabó una versión en español titulada «Rascacielos» y la publicó en agosto del mismo año en iTunes de España, Brasil y México.
De acuerdo con The Hollywood Reporter, algunos famosos como Kelly Clarkson, Selena Gomez, Lucy Hale, Kim Kardashian, Katy Perry, Jordin Sparks, Ashley Tisdale y Pete Wentz, entre otros, escribieron en Twitter su opinión con respecto al regreso musical de la intérprete y su sencillo. En respuesta a las reacciones de las celebridades, Lovato declaró: «Han sido tantos comentarios positivos, es tan increíble. He oído que a la gente como Katy Perry y Kelly Clarkson aprecia mi música e incluso lo mencionan en Twitter en su tiempo libre. Quiero decir, ha sido simplemente increíble y estoy tan agradecida ». Sin embargo, no todos los comentarios fueron positivos. Farrah Abraham, actriz de Teen Mom, publicó en su cuenta de Twitter: «Siento que si Demi Lovato puede cantar, por qué no puedo hacerlo yo... He pasado por mucho más que solo vomitar después de cada comida».
Después de su lanzamiento en los Estados Unidos, Hollywood Records publicó «Skyscraper» en otros países. En este sentido, lo publicó en iTunes de Nueva Zelanda y Australia el 25 de julio de 2011. Por otro lado, lo lanzó el 2 de noviembre del mismo año en Brasil y España. En este último, lo republicó el 2 de enero de 2012, con una versión instrumental del tema. En el Reino Unido, el sello lo lanzó el 6 de enero en la tienda Amazon, mientras que el 24 de febrero en iTunes. En Italia y Suiza, se lanzó el 20 de enero de 2012.

## Recepción

### Comentarios de la crítica

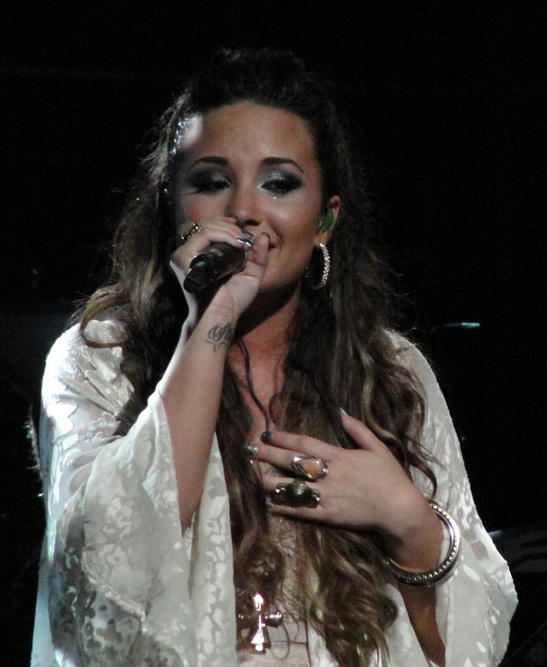
Lovato interpretando la canción en su mini-gira An Evening with Demi Lovato.

«Skyscraper» recibió comentarios positivos por parte de los críticos. Bill Lamb de About.com la calificó con cuatro estrellas y medio de cinco y alabó la voz entrecortada de la intérprete, la instrumentación y la letra inspiradora. También comentó que la elección de Lovato de colaborar con Kerli y Toby Gad «hizo a la canción memorable». Concluyó su revisión con que «"Skyscraper" es una de esas canciones pop que simplemente salvan una o dos vida y transmite inspiración a los oyentes acosados por circunstancias de la vida igualmente duras». Además, Lamb la ubicó en el puesto dos del top 10 de las mejores canciones de Lovato. Asimismo, la colocó en la posición treinta y dos de su lista de las 100 mejores canciones pop del 2011. Jason Lipshutz de Billboard comentó que «la balada muestra la voz temblorosa de la cantante de 18 años cuando canta "catching teardrops in my hand" ("atrapando lágrimas en mi mano") pero su fortaleza le permite seguir [en] "rising from the ground, like a skyscraper" ("resurgiré de la tierra, como un rascacielos"). La cantante eventualmente muestra su potente registro vocal, así como su voz entrecortada y la pesada percusión completa los espacios sobrantes que dejó el piano en el principio de la canción». En otra revisión, la llamó «una balada sombría pero magnífica».
Monica Herrera de Rolling Stone la llamó «una balada lacrimógena» y comentó que la voz de la cantante se vuelve «un susurro siniestro». Grady Smith de Entertainment Weekly la describió como «bastante inspiradora» y escribió que «la voz áspera y clemente de Lovato suena magnífica». Jason Scott de Seatltlepi comentó: «Unbroken llega a su tono más autobiográfico con "Skyscraper"». Ed Masley de The Arizona Republic la ubicó en la octava posición de su lista de los diez mejores sencillos de julio de 2011, donde dijo que «la cruda emoción que invierte en esta interpretación no puede ser fingida, y eso le da un poder muy de himno de auto empoderamiento». Asimismo, la nombró la mejor de la intérprete. Pese a esto, Melina Newman de HitFix comentó: «¿es [Skyscraper] una canción genial? No. ¿[Lovato] la entrega con mucho melodrama? Sí». Por otro lado, VH1 la ubicó en la cuarta posición de su conteo de «ocho himnos anti-bullying que te harán sentir hermosa». MTV la ubicó en la posición veintiuno de su lista de los mejores sencillos de 2011 y dijo que: 

«Aproximadamente una semana, esta fue la mayor canción en el mundo (o en Internet), un hecho que no tuvo nada que ver con ironía o con nuestro naciente sentido de superioridad [...] y que tiene todo que ver con la conexión sorprendente que la cantante hace con la canción. Dado todo lo que pasó en la vida de Lovato, esa conexión tiene sentido, pero es la madurez que muestra en la canción que abrió los ojos [del público] e hizo noticia».

La canción fue considerada como uno de los temas que definió la década de 2010.

### Rendimiento comercial
«Skyscraper» tuvo una recepción moderada en las listas internacionales de éxitos. En los Estados Unidos, ingresó en el puesto diez del conteo Billboard Hot 100. Con esto, se convirtió en el segundo top diez de Lovato en la lista, y en su primer debut dentro de las diez primeras posiciones. Asimismo, ingresó en el segundo puesto del Digital Songs, ya que vendió 176 000 copias. En la siguiente semana, bajó hasta la posición cincuenta y uno en el Billboard Hot 100, con lo que se convirtió en la mayor caída de esa edición. La Recording Industry Association of America (RIAA) certificó a «Skyscraper» con un disco de platino en abril de 2012. Para octubre de 2017, el sencillo había vendido 1 600 000 copias digitales en el territorio. Además, llegó a las posiciones veintisiete y treinta y tres en las listas Adult Pop Songs y Pop Songs. Por su parte, la radio Z100 la ubicó en el puesto sesenta y uno de su conteo de las 100 canciones pop del 2011. En Canadá, la pista llegó a la posición número dieciocho del Canadian Hot 100 en la semana del 30 de julio de 2011.
En Europa, logró un recibimiento moderado. En este sentido, en Dinamarca, alcanzó el puesto número veinte en la lista Danish Singles Charts en la edición del 30 de marzo de 2012. En el Reino Unido, el tema debutó en las posiciones treinta y dos y treinta y cinco de las listas UK Singles Chart y UK Download Chart, respectivamente, ya que vendió 11 460 descargas en su primera semana. Sin embargo, en el 2013, tras ser incluida en varios episodios de The X Factor, ingresó de nuevo en la lista y alcanzó el séptimo y el sexto lugar, respectivamente. En Escocia, llegó a la sexta casilla del Top 40 Scottish Singles, en la edición del 12 de octubre de 2013. Por su parte, en Irlanda debutó en el puesto número treinta y tres en el Irish Singles Chart, en la semana del 1 de marzo de 2012. Sin embargo, alcanzó su mayor posición en el número quince, dos años después de su debut. Además, llegó a los lugares setenta y sesenta y siete en Eslovaquia y Suiza, respectivamente.
En Oceanía, «Skyscraper» tuvo una buena recepción. En Australia, debutó en la posición noventa y dos del Australian Singles Chart, en la semana del 1 de agosto de 2011. En esa misma edición, ocupó el segundo puesto del Hitseekers Singles. En la siguiente semana, alcanzó la casilla cuarenta y cinco en el Australian Singles Chart y la cuarenta y tres en el ARIA Digital Tracks. Tiempo después, recibió un disco de platino en 2015 por parte de la Australian Recording Industry Association. Por su parte, en Nueva Zelanda ocupó la posición número nueve en el New Zealand Singles Chart en la semana del 1 de agosto de 2011. En el siguiente año, la Recording Industry Association of New Zealand (RIANZ) lo condecoró con un disco de oro.

## Vídeo musical

### Antecedentes y significado

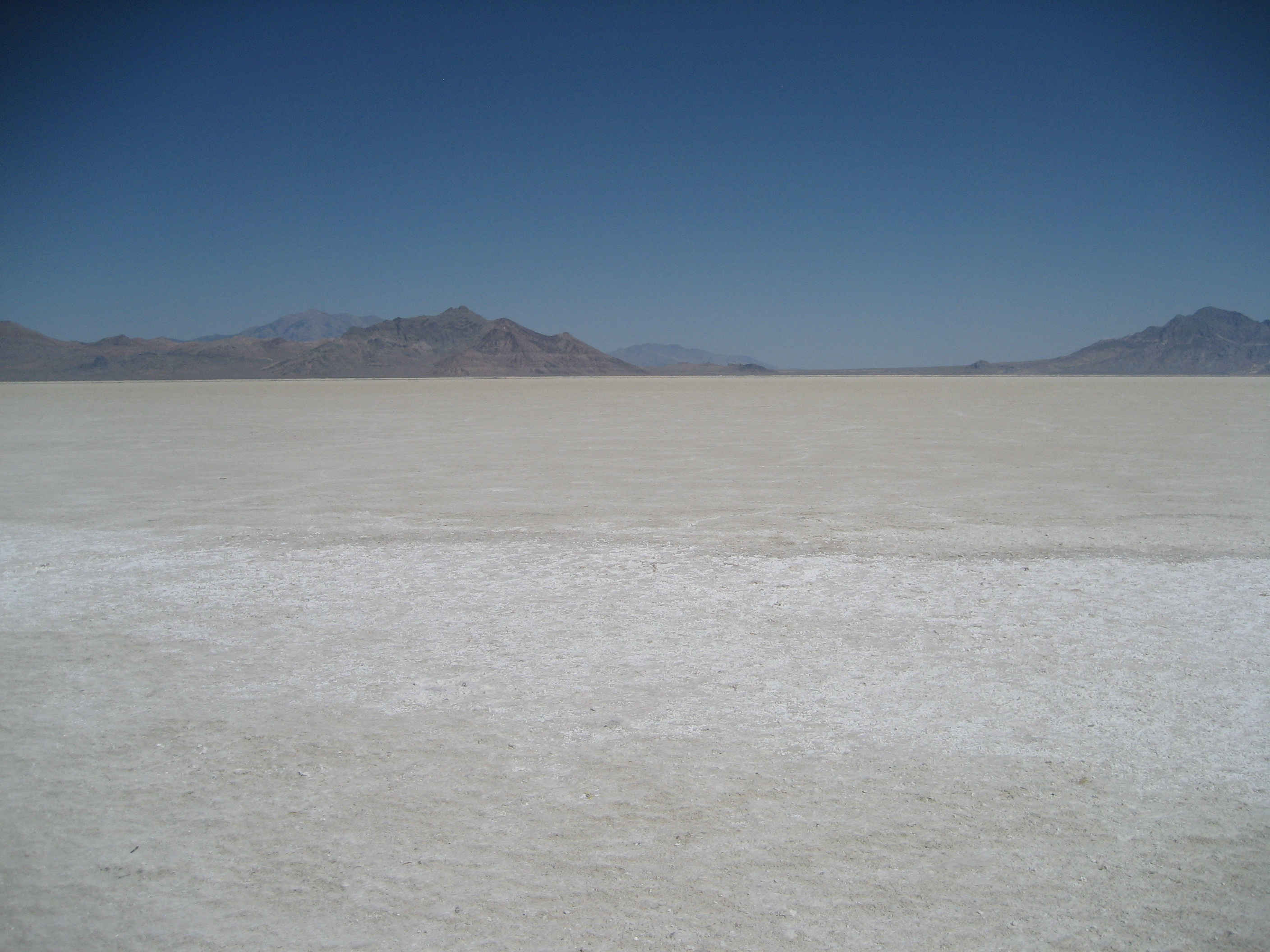
La filmación del vídeo se realizó en el desierto Bonneville Salt Flats, ubicado al noroeste de Utah, los Estados Unidos.

El director Mark Pellington, quien había trabajado en clips para otros artistas como U2, Bruce Springsteen y Foo Fighters, dirigió el vídeo musical de «Skyscraper». En una entrevista con VH1, Lovato dijo que su mánager y su disquera le enviaron varias ideas del vídeo de la canción, incluyendo una de Pellington. La cantante decidió tomar la idea de Mark porque «era respetado como director» y por «la buena manera de adaptar la canción en el clip» por lo que estuvo «realmente agradecida, [ya] que hizo un buen trabajo». El equipo filmó el videoclip en el medio del desierto de Bonneville Salt Flats, Utah. Según la cantante, fue muy fácil llegar a ese lugar  porque «estaba desconectada del mundo real de todos modos». Asimismo, afirmó que con el director hizo la grabación muy privada, con las personas esenciales — su mánager y los estilistas— ya que «era necesario». La filmación, que duró veinte horas, fue «difícil física y mentalmente» para Lovato, mientras «lloraba y se venía abajo».  
En una entrevista con el E!, comentó que:

«Había tantas cosas [en el vídeo] que representan mis adicciones, [los] desórdenes alimenticios y las autolesiones. Cuando estoy desentrañando este tejido negro [...] representa la toxicidad [que] se apoderó de mi mente durante tanto tiempo, que se rezumó por todos los poros que tenía porque estaba sufriendo por dentro [...] lo estoy sacando, caminando sobre el vidrio roto y volviéndome más fuerte a través de ello. Este vídeo fue una liberación emocional para mí, como una terapia... Seguía llorando, estaba tan envestida emocionalmente. Fue entonces cuando me di cuenta, [que sobre] eso se tratan los vídeos musicales».

En una entrevista con AOL, Lovato dijo que el corazón es un símbolo de la fuerza y la fe en los tiempos duros. Por su parte, Melina Newman de HitFix comentó que los vidrios rotos y el corazón representan «la autolesión de la cantante».
El 8 de julio de 2011, Lovato publicó un avance del clip en YouTube. El 13 de julio del mismo año, se estrenó completamente en E! News y al día siguiente, en su canal VEVO en YouTube.

### Trama
El video comienza con Lovato caminando hacia la cámara en una carretera del desierto, donde viste un vestido largo y blanco. Una toma de cerca de su cara aparece en la mayor parte del primer verso. Mientras empieza el primer estribillo, se muestra un corazón de vidrio encerrado en una caja de cristal rodeado por la niebla. Después, muestra a Lovato caminando en la carretera. En el segundo verso, un tejido negro la rodea (lo que significa la «toxicidad» que se apoderó de su mente y la hizo sufrir por dentro). Luego, aparece caminando sobre vidrios rotos, lo que la representa a ella «despegándose de la toxicidad y volviéndose más fuerte a través de eso». En el puente, la caja de cristal con el corazón es golpeada, lo que causa que la superficie se rompa. Al final, se muestra una toma de cerca de Lovato, mientras una lágrima rueda sobre su mejilla.

### Recepción
El videoclip obtuvo reseñas positivas por parte de los críticos. James Motgomery de MTV News, acerca de la escena donde Lovato llora, dijo que «No estoy seguro si ella está actuando o no, pero lo dudo, y realmente, no importa. No cuando una cantante se conecta a una canción en un nivel visceral, especialmente una que ya pasó por el sufrimiento». Grady Smith, de la revista Entertainment Weekly, dio una crítica positiva en la que señaló que: «No hay guitarras eléctricas o líneas de goofy, sólo la simple y cruda pasión». Bill Lamb del sitio web About.com, declaró que el vídeo «encaja perfectamente con el ambiente y la intensidad emocional de la canción [...] la angustia es clara, pero también su fuerza es evidente». El clip llegó al segundo puesto en la lista VH1 Top 20, mientras que el canal lo ubicó en la posición treinta y siete de los mejores vídeos de 2011. Asimismo, The Arizona Republic lo ubicó en el puesto dieciocho de su conteo de los mejores treinta clips del 2011 y escribió que «la mancillada princesa de Disney vertió un mundo de dolor en este devastador vídeo, cuyas escenas más convincentes son los close-ups de su cara luchando con las lágrimas mientras su voz se rompe en los lugares adecuados como las líneas tristes "Do you have to make me feel like there's nothing left of me?" ("tendrías que hacerme sentir como si no quedara nada de mí")».
El clip ganó el premio a vídeo musical del año en los Youth Rock Awards de 2011.  En los MTV Video Music Awards de 2012, la cantante se presentó en el pre-show para interpretar su sencillo «Give Your Heart a Break». Después de la presentación, recibió el premio a mejor vídeo con un mensaje por «Skyscraper». Debido a esto, comentó que «¡Muchas gracias. Esto es emocionante! No puedo describir lo que significa para mí. Siempre los he visto (los premios) cuando era niña y ahora estoy cargando uno de estos». En septiembre de 2013, «Skyscraper» obtuvo la certificación de Vevo, por haber superado las 100 millones de visitas en el sitio YouTube.

## Rascacielos
El martes 14 de junio de 2011, Edgar Cortazar publicó en su cuenta de Twitter que estaba «terminando de escribir la letra en español del próximo sencillo de Lovato», y que «la grabación iniciaría el siguiente lunes». Posteriormente, el 21 de julio, la cantante estrenó «Rascacielos»- la versión en español de «Skyscraper»- en un chat en vivo desde el estudio del sitio web Cambio. Edgar Cortazar y Mark Portmann escribieron la letra del tema. Después de esto, estuvo disponible en YouTube y se convirtió en una tendencia mundial en Twitter.
El 5 de agosto de 2013, Hollywood Records lo publicó en iTunes de Brasil y España como sencillo promocional del disco. Con esto, se convirtió en la segunda pista en español de la cantante, tras «Lo que soy», una versión de «This is Me».
Por otro lado, tuvo buenos comentarios por parte de los críticos. Nicole James de MTV Buzzworthy comentó que: «No solo su acento es acertado, sino "Rascacielo" es igualmente hermosa como en la versión en inglés. No podemos identificar cada palabra, pero podemos todavía sentir la crudeza y la pasión detrás de la letra». Amaris Castillo de la revista Latina dijo que «estaba emocionada por el lanzamiento», mientras que Katherine St Asaph de Pop Dust comentó que «Rascacielos», «Lo que soy»  y «Dices» (esta última de Selena Gomez & the Scene) tienen algo en común: pretenden empoderar a los adolescentes o preadolescentes, y se impulsan menos por su música que por sus palabras.  En septiembre, Lovato interpretó en los ALMA Awards una mezcla de «Skyscraper» y «Rascacielo». Acerca de la presentación, el sitio Impre.com comentó que «debemos admitir que en los dos idiomas, ella sonaba fantástica». En septiembre de 2013, Irany Divad Martínez Meza, concursante del certamen mexicano La Academia Kids, interpretó su versión de «Rascacielo». Luis Coronel le dio una crítica positiva a la interpretación, mientras que las otras juezas, Alicia Villarreal y Lolita Cortés sentenciaron a la participante.

## Presentaciones en directo

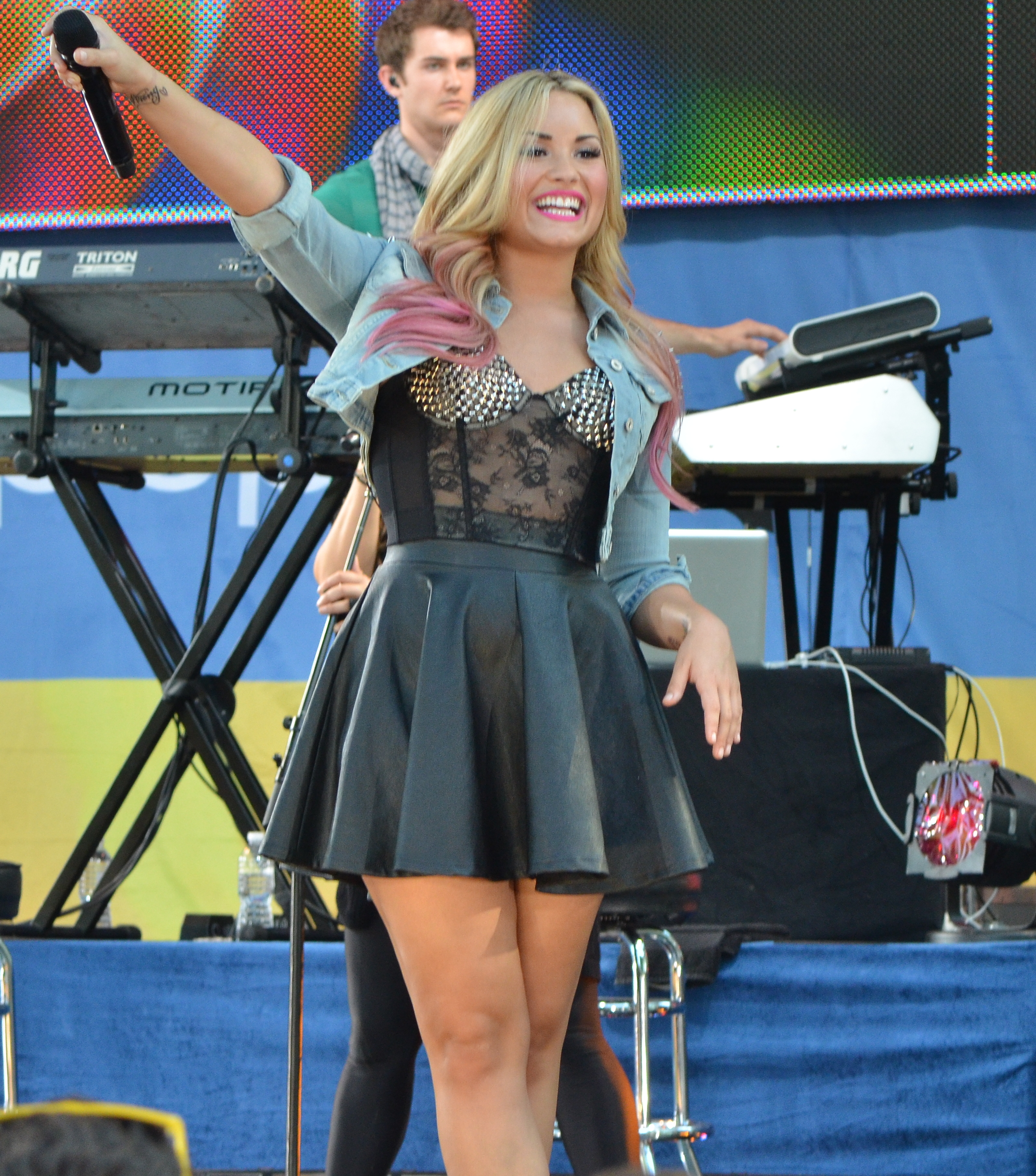
Demi Lovato en su presentación en Good Morning America (2012).

El 18 de agosto de 2011, Lovato cantó «Skyscraper» en los Vh1 Do Something! Awards 2011,
mientras que el 24 de agosto la presentó en el programa America's Got Talent. El 27 del mismo mes, la cantó junto a «Don't Forget» en la fiesta Pre-VMA organizada por Perez Hilton. En septiembre, interpretó en los ALMA Awards una mezcla de «Skyscraper» y «Rascacielos».  En el mismo mes, la presentó en el programa matutino Good Morning America con «Who's That Boy», y el día siguiente, la cantó en The Ellen DeGeneres Show. Además, la incluyó en su minigira An Evening with Demi Lovato. El 27 de septiembre la presentó en el reality show Dancing with the Stars, en la que realizó una coreografía dirigida por Wade Robson. El 16 de noviembre del mismo año la cantó en el Fox Theatre de Detroit, como parte de su gira A Special Night with Demi Lovato.
El 7 de diciembre de 2011, la interpretó  en una fiesta organizada por Kissmas en la estación de radio KISS 98.5 FM. En la presentación, Lovato también cantó «All Night Long», «Who's That Boy», «Give Your Heart a Break» y «Unbroken». El 9 de diciembre de mismo año, Demi interpretó «Give Your Heart A Break», «Unbroken», «All Night Long» y «Skyscraper», en el concierto Z100 Jingle Ball Concert, en donde además cantó «Have Yourself A Merry Little Christmas» con la cantautora estadounidense Kelly Clarkson. El 18 de mayo se reveló un vídeo donde la intérprete aparece cantando «Skyscraper» en una presentación íntima en VEVO, junto a otras canciones de sus discos Don't Forget y Unbroken: «Give Your Heart a Break», «Don't Forget», «My Love Is Like a Star» y «Fix a Heart». El 12 de junio de 2012, la interpretó en Del Mar, California, como parte de su gira Summer Tour 2012. El 6 de julio, la presentó de nuevo en Good Morning America, con «Unbroken» y «Give Your Heart a Break». En agosto, la interpretó con «Give Your Heart a Break» en los Irresistible Fanta Awards. Además, la presentó en el Z Festival en Sao Paulo, Brasil.

## Versiones de otros artistas y uso en los medios
En septiembre de 2013, «Skyscraper» fue incluida en varios episodios del programa británico The X Factor, lo que le permitió volver a ingresar a las listas del Reino Unido. Además, fue reproducida junto con «For the Love of a Daughter» en un especial sobre artistas jóvenes por la radio BBC.
Jordin Sparks, quien colaboró en los coros de «Skyscraper», publicó su versión acústica de la canción en su sitio oficial, y comentó que «Demi hizo un trabajo asombroso en la canción y quiero poner mi giro en ella». Lovato dijo que Sparks «versionó a "Skyscraper" maravillosamente». Por otro lado, el dúo australiano The Veronicas también hizo su versión de la canción. El 22 de noviembre de 2011, Drew Ryniewicz, concursante de The X Factor, hizo su versión de la canción en el programa, dedicada a su mejor amiga. La presentación recibió críticas favorables por la mayoría de los jueces. Simon Cowell dijo que estaba «orgulloso», mientras que Nicole Scherzinger sintió que Ryniewicz «se conectó con ella misma». No obstante, L.A. Reid cuestionó la elección de la concursante, y sintió que las canciones que escogía [para cantar] eran demasiado anticuadas. Drew se defendió, al afirmar que la pista significa mucho para ella y [para] cada chica que lucha por sentirse mejor.
En 2012, Kelly Clarkson interpretó a «Skyscraper» en su gira Stronger Tour, ya que sus fanáticos «pedían que hiciera el cover». El cantante Joe McElderry incluyó su versión de la canción en su disco Here's What I Believe, mientras que el trío mexicano Vázquez Sounds hizo su cover en agosto de 2012. En noviembre del mismo año, el grupo 1432 —nombrado después como Fifth Harmony— cantaron su versión de «Skyscraper» en el concurso The X Factor. Lovato, quien era jueza del programa, les dijo que «habían interpretado la canción mejor que la cantante original». En octubre de 2013, la banda inglesa Union J— exconcursante de The X Factor de Reino Unido— incluyó su versión de la canción en su álbum debut homónimo. Según el sitio Entertainment Wise, el grupo la grabó a finales de 2012 para ser lanzada como su sencillo de victoria si ganaban el concurso. Sin embargo, James Arthur ostentó el título de ganador, por lo que el lanzamiento de la versión fue cancelado. Posteriormente, la ganadora de la décima edición de The X Factor del Reino Unido, Sam Bailey, lanzó la canción como sencillo de victoria el 16 de diciembre de 2013 alcanzando en su primera semana el número uno en el Reino Unido e Irlanda.

## Formatos
- Descarga digital

| Descarga digital (Australia, Brasil, Estados Unidos y Nueva Zelanda y) |              |          |  |
| N.º                                                                    | Título       | Duración |  |
| 1.                                                                     | «Skyscraper» | 3:42     |  |

| Descarga digital (España, Italia, Reino Unido y Suiza) |                             |          |  |
| N.º                                                    | Título                      | Duración |  |
| 1.                                                     | «Skyscraper»                | 3:43     |  |
| 2.                                                     | «Skyscraper» (Instrumental) | 3:39     |  |

| Versión en español |                                            |          |  |
| N.º                | Título                                     | Duración |  |
| 1.                 | «Rascacielos» (Skyscraper Spanish Version) | 3:42     |  |

## Posicionamiento en listas

### Semanales
| País              | Lista                     | Mejor posición |
| 2011 – 2013       | 2011 – 2013               | 2011 – 2013    |
| ----------------- | ------------------------- | -------------- |
| Alemania          | German Singles Chart      | 78             |
| Australia         | Australian Singles Chart  | 45             |
| Australia         | ARIA Digital Tracks       | 43             |
| Australia         | Hitseekers                | 2              |
| Bélgica (Flandes) | Ultratip 100              | 44             |
| Brasil            | ABPD                      | 8              |
| Canadá            | Canadian Hot 100          | 18             |
| Dinamarca         | Danish Singles Charts     | 20             |
| Escocia           | Top 40 Scottish Singles   | 6              |
| Eslovaquia        | Radio Top 100             | 70             |
| Estados Unidos    | Billboard Hot 100         | 10             |
| Estados Unidos    | Pop Songs                 | 33             |
| Estados Unidos    | Digital Songs             | 2              |
| Estados Unidos    | Adult Pop Songs           | 27             |
| Irlanda           | Irish Singles Chart       | 15             |
| Nueva Zelanda     | New Zealand Singles Chart | 9              |
| Reino Unido       | UK Singles Chart          | 7              |
| Reino Unido       | Download Singles Chart    | 6              |
| Suiza             | Swiss Singles Chart       | 67             |

### Anuales
| País        | Lista            | Posición |
| 2013        | 2013             | 2013     |
| ----------- | ---------------- | -------- |
| Reino Unido | UK Singles Chart | 159      |

### Certificaciones
| País           | Organismo Certificador | Ventas Certificadas | Certificación | Simbolización | Ref.    |
| -------------- | ---------------------- | ------------------- | ------------- | ------------- | ------- |
| Australia      | ARIA                   | 70 000              | Platino       | ▲             | [ 82 ]  |
| Estados Unidos | RIAA                   | 1 000               | Platino       | ▲             | [ 68 ]  |
| Nueva Zelanda  | RIANZ                  | 7500                | Oro           | ●             | [ 83 ]  |
| Reino Unido    | BPI                    | 400 000             | Oro           | ●             | [ 148 ] |

## Premios y nominaciones
«Skyscraper» fue nominada en distintas ceremonias de premiación. A continuación, una pequeña lista con algunas de las candidaturas que obtuvo la canción:
| Año  | Ceremonia de premiación | Premio                  | Resultado | Ref.                  |
| ---- | ----------------------- | ----------------------- | --------- | --------------------- |
| 2011 | Teen Choice Awards      | Canción del verano      | Ganador   | [ 149 ]               |
| 2011 | Youth Rock Awards       | Video musical del año   | Ganador   | [ 96 ]                |
| 2011 | J-14 Teen Icon Awards   | Icono de la música      | Ganador   | [ 150 ]               |
| 2011 | Capricho Awards         | Música internacional    | Ganador   | [ 151 ]               |
| 2012 | MTV Video Music Awards  | Mejor vídeo con mensaje | Ganador   | [ 152 ] [ 25 ] [ 97 ] |
| 2013 | Vevo Certified          | 100 000 000 de visitas  | Ganador   | [ 98 ]                |

## Historial de lanzamientos
| País           | Fecha                  | Formato          | Ref.   |
| -------------- | ---------------------- | ---------------- | ------ |
| Estados Unidos | 12 de julio de 2011    | Descarga digital | [ 2 ]  |
| Australia      | 25 de julio de 2011    | Descarga digital | [ 45 ] |
| Nueva Zelanda  | 25 de julio de 2011    | Descarga digital | [ 46 ] |
| Estados Unidos | 26 de julio de 2011    | Airplay          | [ 38 ] |
| Brasil         | 2 de noviembre de 2011 | Descarga digital | [ 47 ] |
| España         | 2 de noviembre de 2011 | Descarga digital | [ 48 ] |
| Reino Unido    | 6 de enero de 2012     | Descarga digital | [ 50 ] |
| Italia         | 20 de enero de 2012    | Descarga digital | [ 52 ] |
| Suiza          | 20 de enero de 2012    | Descarga digital | [ 53 ] |
| Reino Unido    | 24 de febrero de 2012  | Descarga digital | [ 51 ] |

## Créditos
- Voz: Demi Lovato
- Composición: Toby Gad, Lindy Robbins, Kerli
- Producción: Toby Gad
- Grabación: Estudios Strawberrybee, California
- Mezcla: Toby Gad
- Instrumentación: Toby Gad
- Programación: Toby Gad

Fuente: Notas de Unbroken.